# Kamienica przy ulicy Radziwiłłowskiej 29 w Krakowie
Kamienica przy ulicy Radziwiłłowskiej 29 – zabytkowa kamienica znajdująca się w Krakowie, w dzielnicy I przy ulicy Radziwiłłowskiej, na Wesołej.
Jest to trójkondygnacyjny budynek, czynszowa kamienica, o neorenesansowej fasadzie wzniesiony w 1896 roku, według projektu architekta Leopolda Tlachny.
W 1929 roku jej właścicielem został Wincenty Szymborski, ojciec przyszłej noblistki. Wisława Szymborska mieszkała w tej kamienicy w latach 1929–1948, o czym informuje tablica pamiątkowa umieszczona na fasadzie budynku.
Sufity klatki schodowej zdobią malunki. Nad bramą wejściową kamienicy znajduje się okno witrażowe.

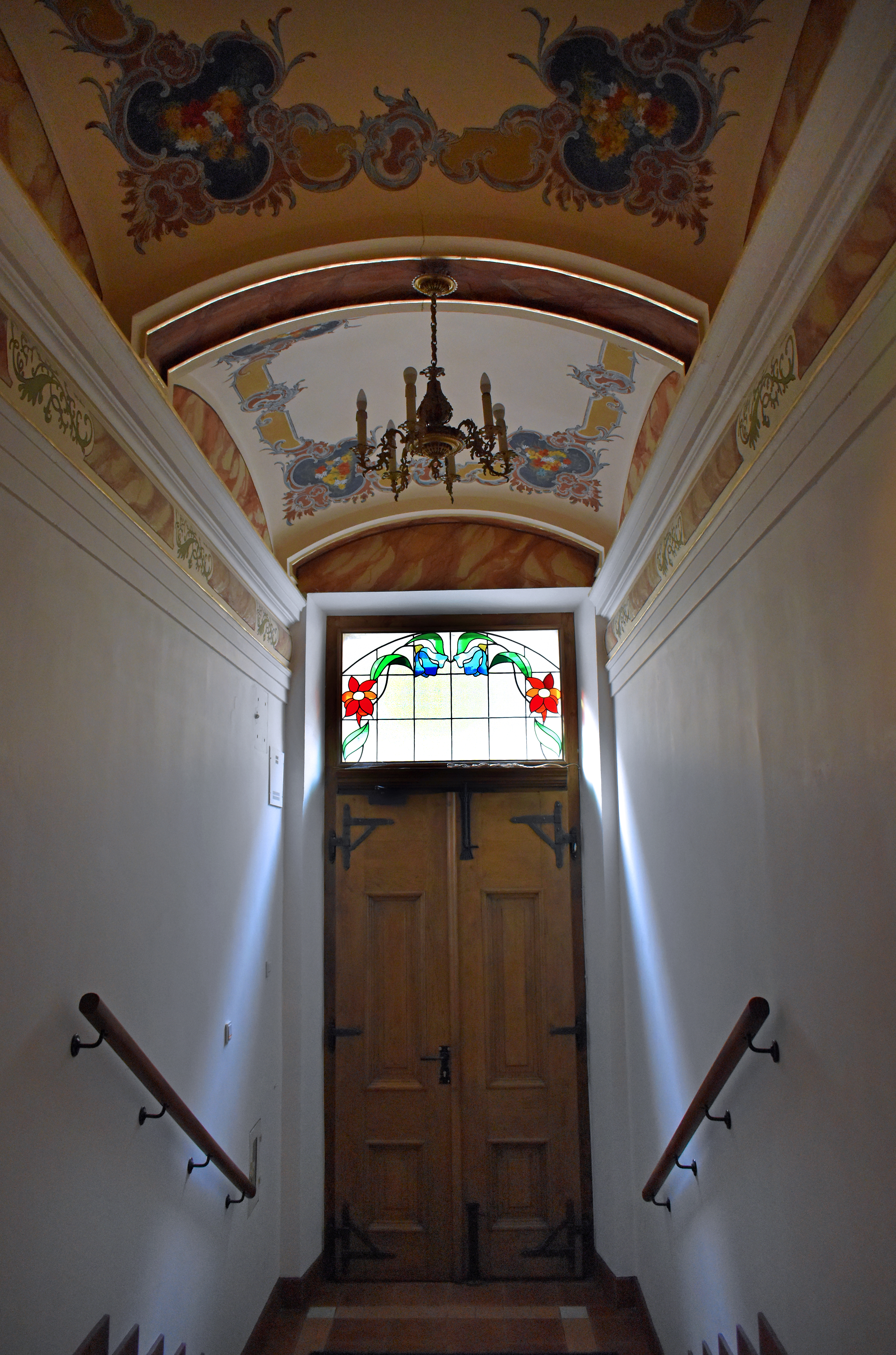
Wejście
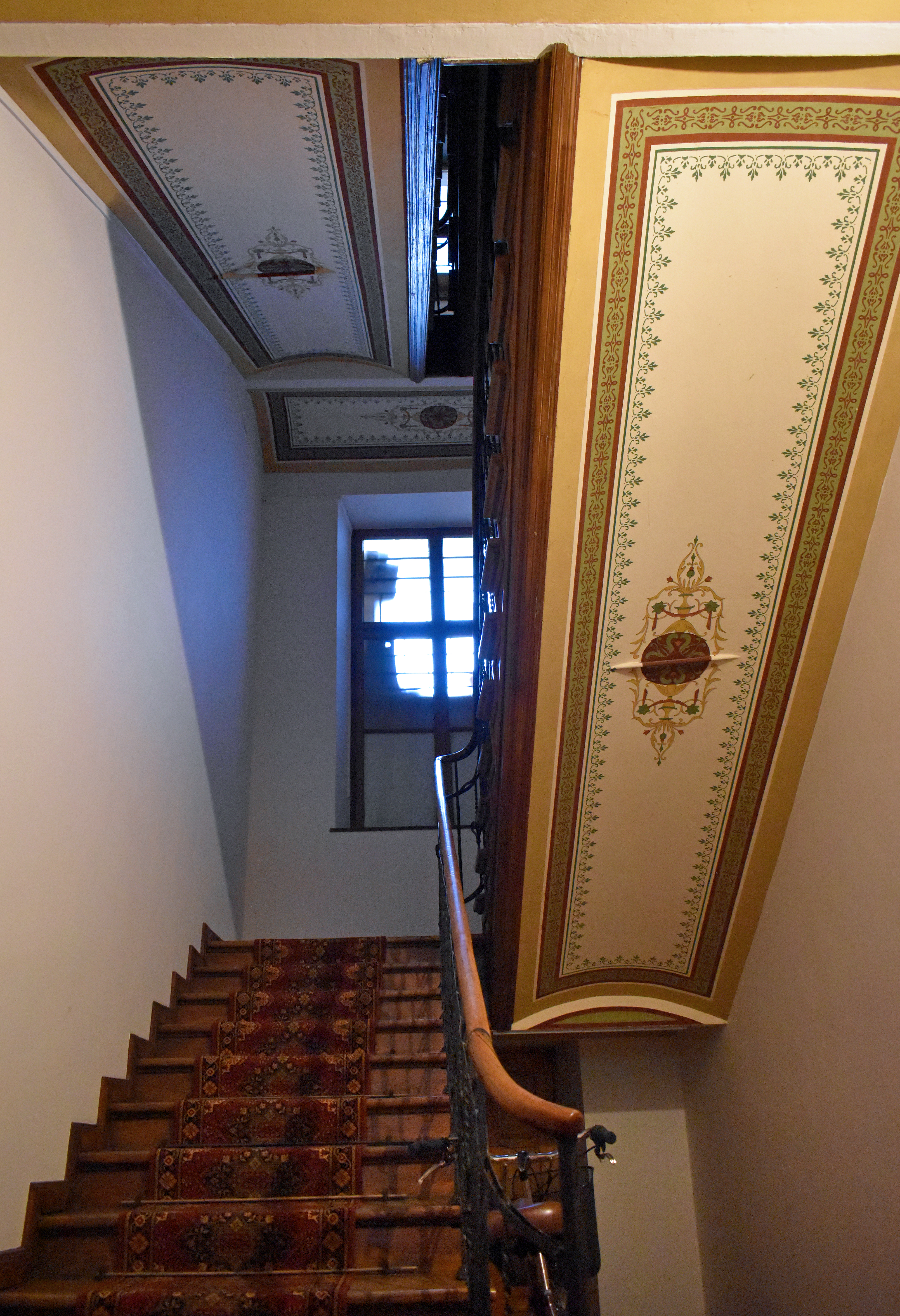
Klatka schodowa
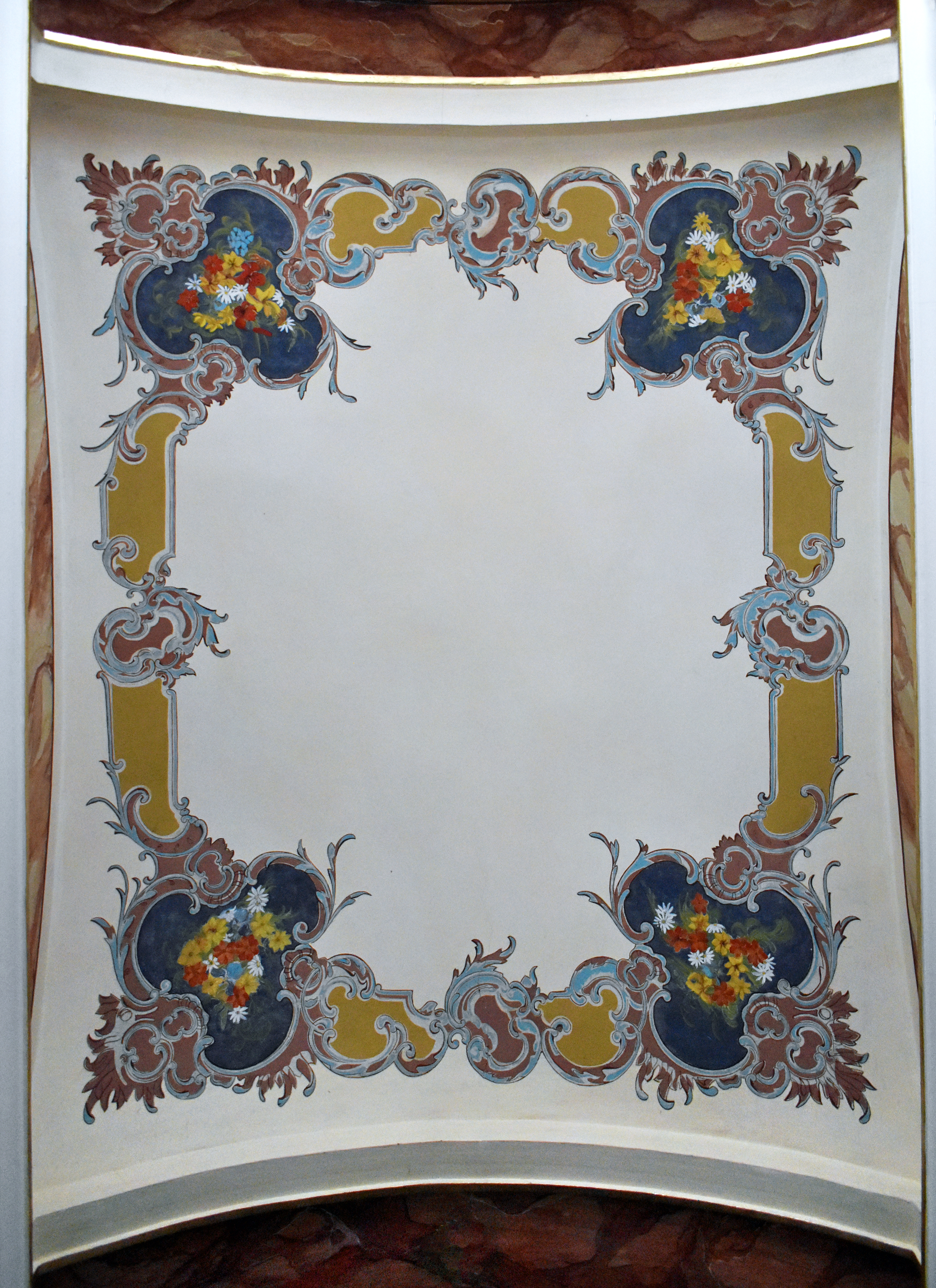
Malunek na suficie nad wejściem
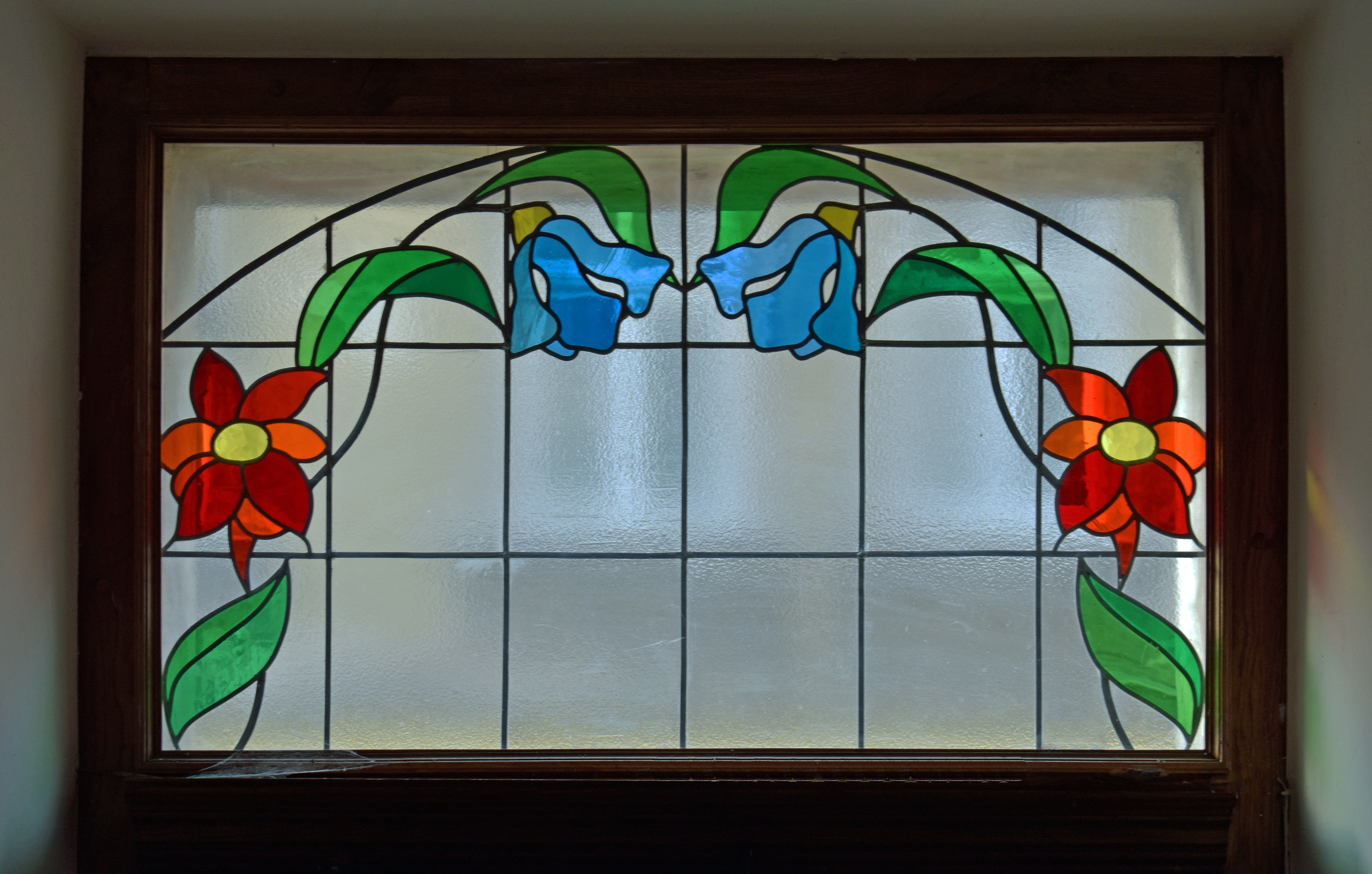
Witraż nad wejściem
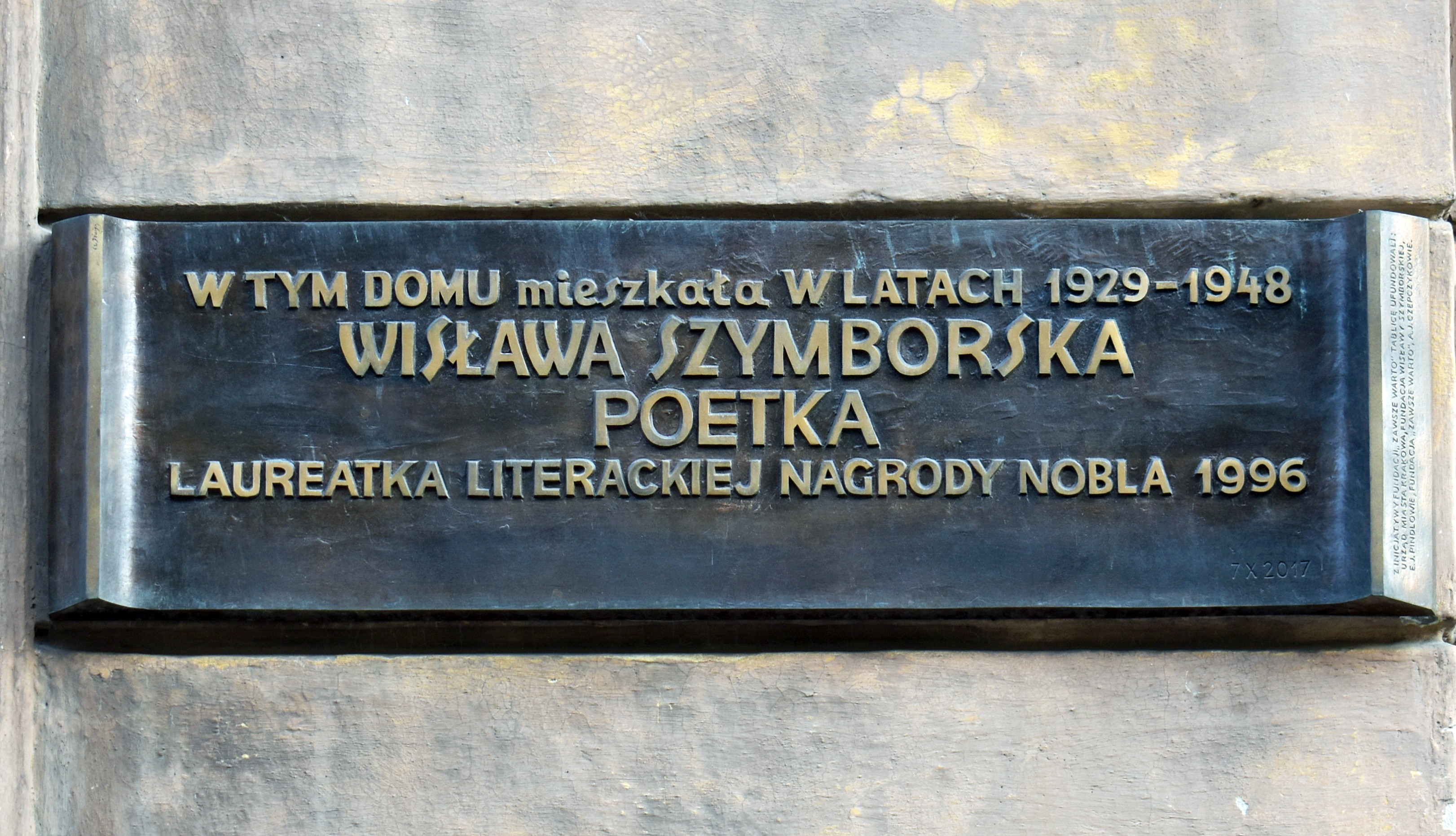
Tablica pamiątkowa